# 시즈가와역
시즈가와역(일본어: 志津川駅)은 일본 미야기현 모토요시군 미나미산리쿠정에 위치한 동일본 여객철도 게센누마 선의 철도역이다. 단선 · 섬식의 형태를 합친 2면 3선 구조의 복합 승강장을 갖춘 지상역이다. 2011년 3월에 발생한 동일본 대지진으로 인해 열차 운행이 중단되었으며, 현재는 BRT로 대체 운행되고 있다.

## 이용 현황
| 연도     | 1일 평균 | 연도     | 1일 평균 |
| 2000년도 | 360      | 2008년도 | 289      |
| 2001년도 | 340      | 2009년도 | 285      |
| 2002년도 | 333      | 2010년도 | 269      |
| 2003년도 | 352      | 2011년도 | 영업중단 |
| 2004년도 | 381      | 2012년도 | 영업중단 |
| 2005년도 | 358      | 2013년도 | 91       |
| 2006년도 | 330      | 2014년도 | 74       |
| 2007년도 | 295      |          |          |
| -------- | -------- | -------- | -------- |

## 역 주변
- 국도 제45호선 · 국도 제398호선

## 역사
- 1977년 12월 11일 : 일본국유철도 게센누마 선의 역으로서 개업.
- 1987년 4월 1일 : 일본국유철도 분할 민영화에 의해, 동일본 여객철도가 승계.
- 2011년 3월 11일 : 동일본 대지진으로 인한 피해. 쓰나미에 의해 승강장만 남아 역사 · 임시 승강장은 유실되어 지상 약 10m 높이의 승강장에서는 양식 굴이 산란했다.
- 2012년
  - 8월 20일 : BRT로 임시 복구. BRT는 역 앞에 발착.
  - 12월 22일 : BRT 본격 영업에 의해, 역을 구) 미나미산리쿠 소방서 터에 이설.
- 2020년 4월 1일 : 야나이즈 역 - 게센누마 역 간의 철도 사업 폐지로 인해 철도역으로는 폐역됨.

## 인접 역
| 게센누마 선                | 게센누마 선   | 게센누마 선                    |
| -------------------------- | ------------- | ------------------------------ |
| 리쿠젠토구라 마에야치 방면 | ■ 게센누마 선 | 베이사이드아리나 게센누마 방면 |